# Nueva Londres

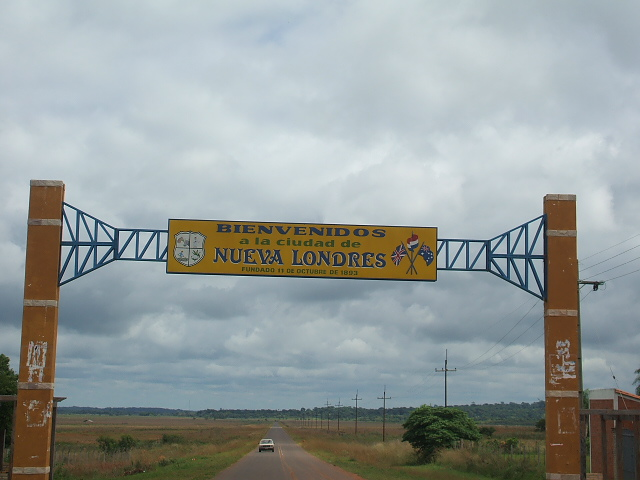
Einfahrtstor zum Distrikt Nueva Londres

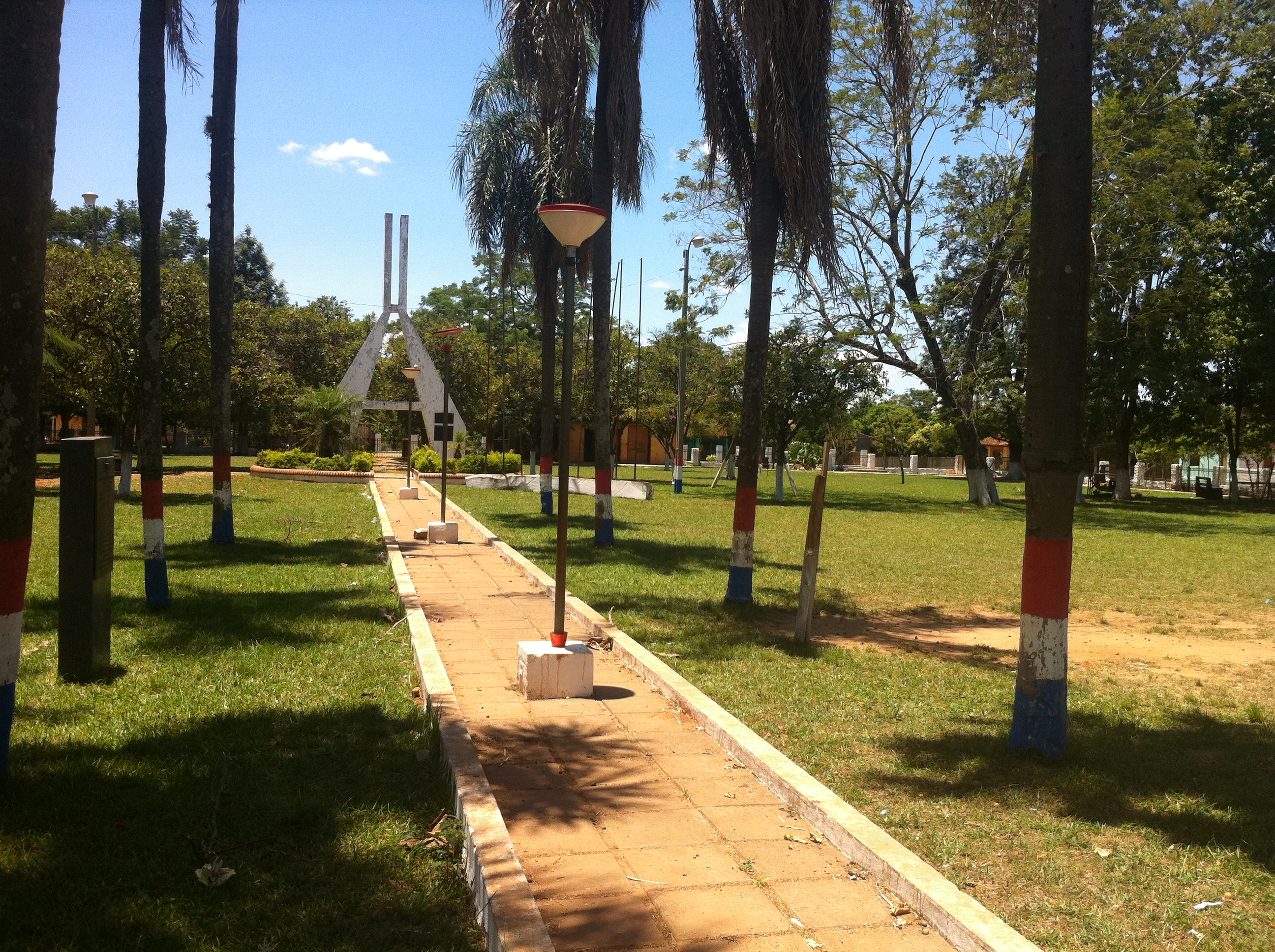
Plaza von Nueva Londres

Nueva Londres (deutsch: Neu London) ist eine Stadt und ein Distrikt im Departamento Caaguazú in Paraguay, 137 km östlich von Asunción gelegen. Er hat etwa 4800 Einwohner und umfasst eine Fläche von 883 km². Der Ort wurde 1893 von australischen Siedlern als New Australia gegründet, die hier ursprünglich ihren Traum einer utopischen, sozialistischen Gesellschaft umsetzen wollten. Er wurde 1957 zum Distrikt erklärt und erhielt seinen aktuellen Namen. Es wird hauptsächlich Land- und Viehwirtschaft betrieben.
Ein touristischer Anziehungspunkt ist die jährlich am 25. Dezember stattfindende Fiesta del Tujú, bei der eine Art Rodeo mit Stieren und jungen Pferden veranstaltet wird. Tujú ist das Guaraní-Wort für Schlamm. Das Fest trägt diesen Namen, weil sich am Ende Hunderte Einwohner und Besucher auf der Plaza des Ortes in den Schlamm werfen und darin tanzen.